# Kaiga-Kindjiria
Kaiga-Kindjiria  è un comune del Ciad situato nel dipartimento di Fouli, provincia del Lago .